# Den Braam
Den Braam is een buurtschap in de gemeente Haaksbergen in de Nederlandse provincie Overijssel. Het ligt in het zuidoosten van de gemeente; 1 kilometer ten oosten van Buurse.
Hoofdplaats: Haaksbergen    Dorpen: Buurse · St. Isidorushoeve

Buurtschappen: Boekelo · Brammelo · Den Braam · Eppenzolder · Harmöle · Holthuizen · Honesch · Langelo · Stepelo

Overijssel · Steden en dorpen in Overijssel      Nederland · Provincies · Gemeenten